# 1983 en automobile
1982 en automobile - 1983 en automobile - 1984 en automobile
Les faits marquants de l'année 1983 en automobile
- Nelson Piquet remporte le championnat du monde de Formule 1 au volant d'une Brabham-BMW.
- Alpina est reconnu constructeur automobile par le Ministère des Transports de la RDA.